# Silvia Lloris
Silvia Lloris (Murcia, 15 de mayo de 2004) es una futbolista española. Juega en como defensa central, pero también puede jugar de lateral o como mediocentro defensivo y su equipo actual es el Atlético de Madrid de la Primera División Femenina de España. Debutó en Primera División con el Levante a la edad de 16 años. Es campeona del Mundo con la selección sub-20 y dos veces de Europa con la selección sub-19 de España.

## Trayectoria

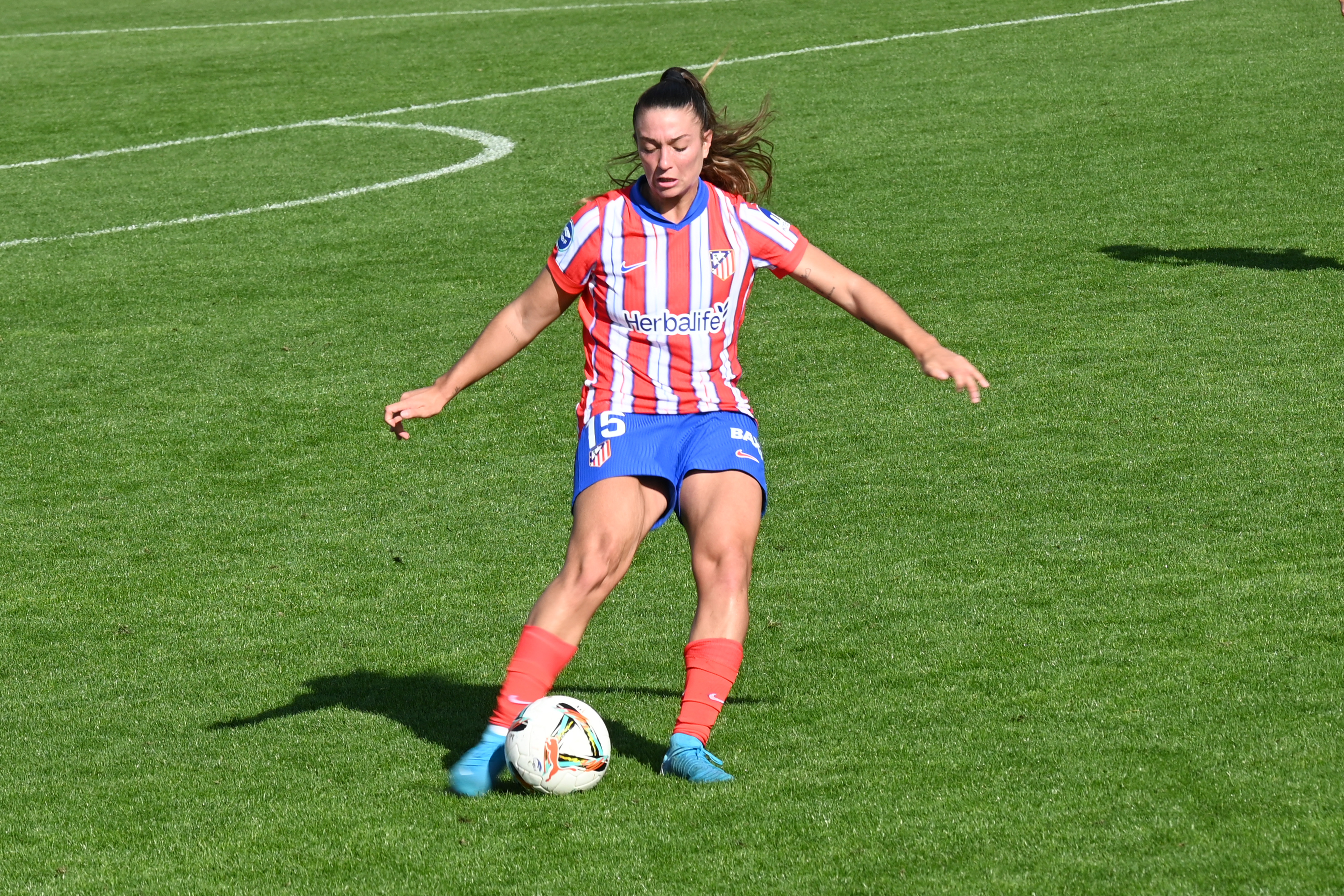
Silvia Lloris en septiembre de 2024

Creció en El Palmar. Empezó a jugar al fútbol en la Academia El Palmar. En 2020 fichó por el Levante. Su primer año formó parte del equipo filial y debutó en Primera División el 14 de noviembre de 2020 ante el Deportivo de la Coruña al disputar unos minutos al final del encuentro. Volvió a participar con el primer equipo en el tramo final de la temporada, acumulando 11 partidos disputados en liga, 2 de ellos como titular, y algunos minutos en los cuartos de final y semifinal de la Copa de la Reina, de la que fueron subcampeonas. Quedaron en tercera posición en liga, puesto que les dio acceso a la Liga de Campeones para la siguiente temporada.
En la temporada 2021-22 debutó en la Liga de Campeones con victoria por 4-3 en la prórroga en la fase previa ante el Rosenborg. Accedieron a la Ronda 2, donde cayeron ante el Olympique de Lyon. Lloris tuvo más presencia en el primer equipo que el año anterior, con 20 partidos de liga jugados, 11 de ellos como titular, y dos goles marcados ante el Rayo Vallecano. Sin embargo, en la temporada fueron de más a menos y acabaron en sexta posición. En septiembre, tras ganar el Mundial sub-20 y el Campeonato de Europa sub-19 con la selección española, fue una de las quince nominadas al Premio Golden Girl.
En la temporada 2022-23 participó menos que en la anterior campaña, disputando 18 partidos de liga, y sólo 4 de ellos como titular. Lograron la tercera aposición en Liga, lo que les volvió a dar plaza para jugar la Liga de Campeones. 
En la temporada 2023-24 fueron eliminadas en la Ronda Previa de la Liga de Campeones ante el Twente en un polémico encuentro. Lloris fue titular en los dos partidos que disputó el conjunto levantino. Recuperó su puesto en el primer equipo y participó en 28 partidos de liga, 23 de ellos como titular. El equipo estuvo disputando una plaza para la siguiente edición de la Liga de Campeones hasta la última jornada a pesar de que la institución anunció una reducción de inversión en la sección femenina a mitad de temporada, pero acabaron cuartas tras el Atlético de Madrid. En la Supercopa fueron subcampeonas tras caer goleadas por 7-0 por el Barcelona en la final.
Con el equipo granota jugó en total 77 encuentros en 4 temporadas. En verano de 2024 fichó por el Atlético de Madrid. En el club colchonero se hizo rápidamente con el puesto titular como defensa a su regreso del Mundial sub-20. Además de por su garra destacó por su contribución goleadora, con 4 tantos marcados en su primer año. El Atlético de Madrid, dirigido este año por Víctor Martín, se clasificó para la Liga de Campeones en la última jornada y alcanzó la final de la Copa de la Reina, aunque cayó en la ronda previa de la competición europea y en la semifinal de la Supercopa.

## Selección nacional
Debutó con las selecciones sub-16 y sub-17 en 2019, y participó en el Campeonato Europeo sub-17 de ese año.
Debido a la pandemia por Covid-19 no se disputaron partidos en las categorías inferiores durante una temporada y dio el salto directamente con la selección sub-20 en septiembre de 2021 en un amistoso ante Costa Rica. En 2021 jugó con las selecciones sub-19 y sub-20. En 2022 ganó el Campeonato Europeo sub-19 tras vencer a Noruega en la final por 2-1, Ese mismo verano se proclamó campeona del mundo sub-20 en Costa Rica, Lloris fue titular en cinco de los seis encuentros del campeonato. En noviembre de ese mismo debutó con la selección sub-23.
En 2023 repitió título europeo tras ganar en la final en la tanda de penaltis a Alemania.
En abril de 2024 fue convocada con la selección absoluta, sin llegar a debutar.

## Estadísticas

### Clubes
Actualizado al último partido jugado el 7 de junio de 2025.
| Club                        | Div.          | Temporada     | Liga  | Liga  | Liga   | Copas nacionales | Copas nacionales | Copas nacionales | Copas internacionales | Copas internacionales | Copas internacionales | Total | Total | Total  | Media goleadora |
| Club                        | Div.          | Temporada     | Part. | Goles | Asist. | Part.            | Goles            | Asist.           | Part.                 | Goles                 | Asist.                | Part. | Goles | Asist. | Media goleadora |
| --------------------------- | ------------- | ------------- | ----- | ----- | ------ | ---------------- | ---------------- | ---------------- | --------------------- | --------------------- | --------------------- | ----- | ----- | ------ | --------------- |
| Levante UD · España         |               |               |       |       |        |                  |                  |                  |                       |                       |                       |       |       |        |                 |
| 1.ª                         | 2020-21       | 11            | 0     | 0     | 2      | 0                |                  | -                | -                     | -                     | 13                    | 0     | 0     | -      |                 |
| 1.ª                         | 2021-22       | 20            | 2     | 0     | 3      | 0                |                  | 2                | 0                     | 0                     | 25                    | 2     | 0     | 0.08   |                 |
| 1.ª                         | 2022-23       | 18            | 0     | 1     | -      | -                | -                | -                | -                     | -                     | 18                    | 0     | 1     | -      |                 |
| 1.ª                         | 2023-24       | 28            | 0     | 3     | 4      | 0                |                  | 2                | 0                     | 0                     | 34                    | 0     | 3     | -      |                 |
| Total Levante               | Total Levante | 77            | 2     | 4     | 9      | 0                |                  | 4                | 0                     |                       | 90                    | 2     | 4     | 0.02   |                 |
| Atlético de Madrid · España | 1.ª           | 2024-25       | 26    | 3     | 0      | 6                | 1                | 0                | -                     | -                     | -                     | 32    | 4     | 0      | 0.12            |
| Atlético de Madrid · España | Total club    | Total club    | 26    | 3     | 0      | 6                | 1                | 0                |                       |                       |                       | 32    | 4     | 0      | 0.12            |
| Total carrera               | Total carrera | Total carrera | 103   | 5     | 4      | 15               | 1                |                  | 4                     | 0                     |                       | 122   | 6     | 4      | 0.05            |
| 1. 2. 3.                    |               |               |       |       |        |                  |                  |                  |                       |                       |                       |       |       |        |                 |

### Selección
Actualizado al último partido jugado el 29 de mayo de 2025.
| Selecciones | Año   | Continental(4) | Continental(4) | Continental(4) | Mundial | Mundial | Mundial | Amistosos (5) | Amistosos (5) | Amistosos (5) | Total | Total | Total  | Media goleadora |  |
| Selecciones | Año   | Part.          | Goles          | Asist.         | Part.   | Goles   | Asist.  | Part.         | Goles         | Asist.        | Part. | Goles | Asist. | Media goleadora |  |
| --- | ----- | -------------- | -------------- | -------------- | ------- | ------- | ------- | ------------- | ------------- | ------------- | ----- | ----- | ------ | --------------- |  |
| Sub-16 | 2019  | -              | -              | -              | -       | -       | -       | 3             | 0             | 0             | 3     | 0     | 0      | -               |  |
| Sub-16 | 2020  | -              | -              | -              | -       | -       | -       | 3             | 1             | 0             | 3     | 1     | 0      | 0.33            |  |
| Sub-16 | Total |                |                |                |         |         |         | 6             | 1             | 0             | 6     | 1     | 0      | 0.17            |  |
| Sub-17 | 2019  | 3              | 4              | 0              | -       | -       | -       | 3             | 2             | 0             | 6     | 6     | 0      | 1.00            |  |
| Sub-17 | 2020  | -              | -              | -              | -       | -       | -       | 1             | 0             | 0             | 1     | 0     | 0      | -               |  |
| Sub-17 | Total | 3              | 4              | 0              |         |         |         | 4             | 2             | 0             | 7     | 6     | 0      | 0.83            |  |
| Sub-19 | 2021  | 3              | 2              | 0              | -       | -       | -       |               |               |               | 3     | 2     | 0      | 0.67            |  |
| Sub-19 | 2022  | 10             | 2              | 1              | -       | -       | -       | -             | -             | -             | 10    | 2     | 1      | 0.20            |  |
| Sub-19 | 2023  | 8              | 0              | 0              | -       | -       | -       | 2             | 0             | 0             | 10    | 0     | 0      | -               |  |
| Sub-19 | Total | 21             | 4              | 1              |         |         |         | 2             | 0             | 0             | 23    | 4     | 1      | 0.15            |  |
| Sub-20 | 2021  | -              | -              | -              | -       | -       | -       | 4             | 0             | 0             | 4     | 0     | 0      | -               |  |
| Sub-20 | 2022  | -              | -              | -              | 5       | 0       | 1       | 3             | 0             | 0             | 8     | 0     | 1      | -               |  |
| Sub-20 | 2024  | -              | -              | -              | 5       | 1       | 0       | 1             | 0             | 0             | 6     | 1     | 0      | 0.17            |  |
| Sub-20 | Total |                |                |                | 10      | 1       | 1       | 8             | 0             | 0             | 18    | 1     | 1      | 0.06            |  |
| Sub-23 | 2022  | -              | -              | -              | -       | -       | -       | 1             | 0             | 0             | 1     | 0     | 0      | -               |  |
| Sub-23 | 2023  | -              | -              | -              | -       | -       | -       | 1             | 0             | 0             | 1     | 0     | 0      | -               |  |
| Sub-23 | 2024  | -              | -              | -              | -       | -       | -       | 2             | 1             | 0             | 2     | 1     | 0      | 0.50            |  |
| Sub-23 | 2025  | -              | -              | -              | -       | -       | -       | 4             | 0             | 0             | 4     | 0     | 0      | -               |  |
| Sub-23 | Total |                |                |                |         |         |         | 8             | 1             | 0             | 7     | 8     | 0      | 0.12            |  |
| |       |                |                |                |         |         |         |               |               |               |       |       |        |                 |  |
| (4) Se incluyen Campeonatos Europeos y sus fases de Clasificación. (5) Sólo se incluyen partidos contra selecciones nacionales. Fuentes: y RFEF |       |                |                |                |         |         |         |               |               |               |       |       |        |                 |  |

#### Participaciones en Mundiales
| Competición     | Categoría | Sede       | Resultado       | Partidos | Goles |
| --------------- | --------- | ---------- | --------------- | -------- | ----- |
| Mundial de 2022 | Sub-20    | Costa Rica | Campeona        | 5        | 0     |
| Mundial de 2024 | Sub-20    | Colombia   | Cuartofinalista | 5        | 1     |
| Total           | –         | –          | –               | 10       | 1     |

#### Participaciones en Eurocopas
| Competición         | Categoría | Sede            | Resultado    | Partidos | Goles |
| ------------------- | --------- | --------------- | ------------ | -------- | ----- |
| Europeo Sub-17 2019 | Sub-17    | Bulgaria        | Tercer Lugar | 3        | 4     |
| Europeo Sub-19 2022 | Sub-19    | República Checa | Campeona     | 5        | 1     |
| Europeo Sub-19 2023 | Sub-19    | Bélgica         | Campeona     | 5        | 0     |
| Total               | –         | –               | –            | 13       | 5     |

## Palmarés

### Campeonatos internacionales
| Título         | Equipo              | Sede            | Año  |
| -------------- | ------------------- | --------------- | ---- |
| Europeo Sub-19 | Selección de España | República Checa | 2022 |
| Mundial Sub-20 | Selección de España | Costa Rica      | 2022 |
| Europeo Sub-19 | Selección de España | Bélgica         | 2023 |